# Malchas Amojan
Malchas Bimbasji Amojan (armeniska: Մալխաս Բիմբաշի Ամոյան), född 22 januari 1999, är en armenisk brottare som tävlar i grekisk-romersk stil.

## Karriär
Vid EM 2025 i Bratislava tog Amojan guld i 77 kg-klassen efter att ha besegrat georgiske Ramaz Zoidze i finalen.